# Форт-Фейрфілд (переписна місцевість, Мен)
Форт-Фейрфілд (англ. Fort Fairfield) — переписна місцевість (CDP) в США, в окрузі Арустук штату Мен. Населення — 1666 осіб (2020).

## Географія
Форт-Фейрфілд розташований за координатами 46°46′1″ пн. ш. 67°49′55″ зх. д. / 46.76694° пн. ш. 67.83194° зх. д. (46.767065, -67.831940).  За даними Бюро перепису населення США в 2010 році переписна місцевість мала площу 7,89 км², з яких 7,58 км² — суходіл та 0,30 км² — водойми.

## Демографія
Згідно з переписом 2010 року, у переписній місцевості мешкало 1825 осіб у 837 домогосподарствах у складі 465 родин. Густота населення становила 231 особа/км².  Було 926 помешкань (117/км²).
Расовий склад населення:
| - 96,2 % — білих - 1,0 % — чорних або афроамериканців - 0,7 % — корінних американців - 0,1 % — азіатів |

До двох чи більше рас належало 1,5 %. Частка іспаномовних становила 1,7 % від усіх жителів.
За віковим діапазоном населення розподілялося таким чином: 23,0 % — особи молодші 18 років, 58,3 % — особи у віці 18—64 років, 18,7 % — особи у віці 65 років та старші. Медіана віку мешканця становила 43,0 року. На 100 осіб жіночої статі у переписній місцевості припадало 84,2 чоловіків;  на 100 жінок у віці від 18 років та старших — 81,4 чоловіків також старших 18 років.
Середній дохід на одне домашнє господарство  становив 51 459 доларів США (медіана — 21 898), а середній дохід на одну сім'ю — 74 944 долари (медіана — 65 357). Медіана доходів становила 41 105 доларів для чоловіків та 41 406 доларів для жінок. За межею бідності перебувало 19,3 % осіб, у тому числі 18,9 % дітей у віці до 18 років та 13,2 % осіб у віці 65 років та старших.
Цивільне працевлаштоване населення становило 724 особи. Основні галузі зайнятості: виробництво — 24,0 %, освіта, охорона здоров'я та соціальна допомога — 23,3 %, роздрібна торгівля — 10,5 %, науковці, спеціалісти, менеджери — 10,5 %.